# Casteldaccia
Casteldaccia (sicilià Castiddaccia) és un municipi italià, dins de la ciutat metropolitana de Palerm. L'any 2007 tenia 10.465 habitants. Limita amb els municipis d'Altavilla Milicia, Baucina, Bolognetta, Caccamo, Misilmeri, Santa Flavia, Trabia i Ventimiglia di Sicilia.

## Administració
| Període | Identitat            | Partit        |
| ------- | -------------------- | ------------- |
| 2007-   | Giovanni Di Giacinto | Llista cívica |